# Parhelophilus sibirica
Parhelophilus sibirica är en tvåvingeart som först beskrevs av Stackelberg 1924.  Parhelophilus sibirica ingår i släktet strandblomflugor, och familjen blomflugor. Inga underarter finns listade i Catalogue of Life.